# 富士電機機器制御

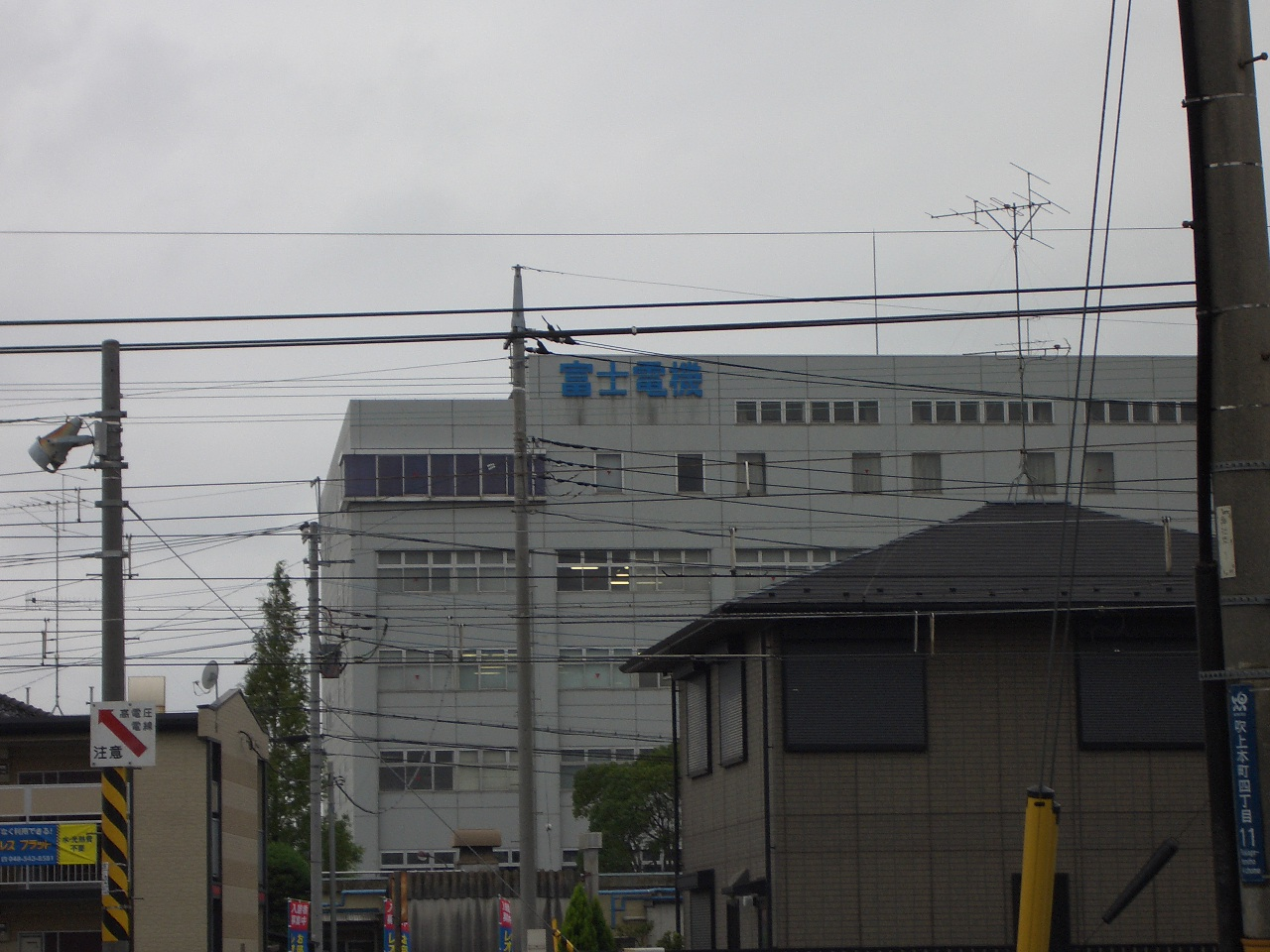
吹上事業所内にある「テクノウィング」

富士電機機器制御株式会社（ふじでんきききせいぎょ、英文社名：Fuji Electric FA Components & Systems Co., Ltd.）は、富士電機グループの（旧）富士電機機器制御株式会社とシュナイダーエレクトリックグループの（旧）シュナイダーエレクトリック株式会社（現在の同名企業とはシュナイダーグループであること以外に直接の繋がりは無い）が事業統合されて設立された両グループの合弁会社で、受配電機器や、開閉制御機器など、工場のFAラインやインテリジェントビルなどの運転や安全を支えるコンポーネント機器の設計、製造、販売を行っており、富士電機グループの器具分野を担う企業である。
富士電機株式会社の主要子会社（持株会社体制時代の中核子会社の一つ）で、FA機器のメーカー。

## 概要
- 2010年現在、最主力である受配電機器事業の日本国内シェアは20%であり、三菱電機に次いで第2位となっている。2012年までに35%にまで伸ばして三菱電機を抜き、国内シェア第1位を目指す方針としていたが[2]、その後続報はない。
- 当初2008年7月に設立すると発表されていた。しかし、独占禁止法などの法手続きに遅れが出たため、10月に延期している。
- 富士電機ホールディングス[3]100%子会社で受配電機器・制御機器事業を担う企業であった旧「富士電機機器制御株式会社」とシュナイダーエレクトリックホールディングス100%子会社で受配電機器・制御機器事業を担う企業であった「シュナイダーエレクトリック株式会社」を統合して設立された。以下に統合手順の詳細を記載する。
  - 旧富士電機機器制御から吸収分割で配電機器・制御機器事業を分離し、シュナイダーエレクトリックを存続会社として統合すると共に商号を「富士電機機器制御株式会社」に」変更した[4]。
  - 旧機器制御法人を「富士電機アセッツマネジメント株式会社」に商号変更した（富士電機アセッツマネジメントは、後に富士電機グループ電機システム部門の中核事業会社富士電機システムズ株式会社[3]に吸収合併された[5]）。
  - なお、合弁会社設立に伴い、合弁事業と関係の無い事業をそれぞれグループ会社に継承した。
    - 旧 富士電機機器制御は、同年7月にシステム機器事業本部・電源営業部門を富士電機システムズ[3]に吸収分割で継承した。
    - シュナイダーエレクトリックは、合弁化と同時に高圧機器に関する事業をシュナイダーエレクトリックホールディングスに吸収分割で継承した。
- 富士電機からの出資比率は約63%となっており、富士電機の連結子会社となっている。
- 2012年10月以降は、富士電機持株会社体制時代における中核事業会社の中で唯一の生き残り企業となった。富士電機機器制御の統合構想は存在しているが、シュナイダーとの合弁であることから、現時点で具体的な動きはない。

## 主力製品・事業
- 開閉・低圧受配機器（一部は子会社富士電機テクニカに移管）
- 制御機器（一部は子会社富士電機テクニカに移管）
- 安全機器
- エンクロージャ
- ガス関連機器

## 主要事業所
- 本社・吹上工場 - 埼玉県鴻巣市 - 開発中心／シュナイダーブランドカスタマーサポートセンター、富士電機株式会社 先端技術研究所併設。
- 大田原工場 - 栃木県大田原市 - 製造中心
- 秩父富士（製造子会社） - 埼玉県秩父郡小鹿野町

他、営業拠点が全国各地に所在する。

## 沿革
設立までの経緯
- 1975年8月 - シュナイダーエレクトリックグループ日本法人系列の中核事業会社「シュナイダーエレクトリック株式会社」をシュナイダーエレクトリックホールディングス（日本法人持株会社）の子会社として設立
- 2003年10月1日 - 富士電機グループ純粋持ち株会社制へ移行により、機器・制御部門中核事業会社（旧）「富士電機機器制御株式会社」を富士電機ホールディングス（旧 富士電機株式会社）の子会社として設立
- 2003年11月 - （旧）富士電機機器制御製品とシュナイダー製品の相互供給開始
- 2004年6月 - （旧）富士電機機器制御とフランス シュネデール エレクトリック インダストリーズ社（シュナイダー・エレクトリック・インダストリーSAS。シュナイダーエレクトリックグループ中核、シュナイダーエレクトリックホールディングスの親会社）が、低圧遮断器（MCCB）事業で業務提携し、中国に現地合弁会社を設立
- 2008年3月27日 - 富士電機グループとシュナイダーエレクトリックグループの合弁で、同年7月に受配電・制御機器事業会社の設立を発表
- 2008年6月26日 - 合弁会社設立時期変更の発表
- 2008年7月1日 - （旧）富士電機機器制御が富士電機グループ機器・制御部門中核事業会社の指定を解かれ、電機システム部門内器具（受配電・制御機器）事業単独会社として分割される（他事業を富士電機システムズに統合）
- 2008年8月28日 - 合弁会社設立株主間契約書調印、10月1日設立の正式発表

設立後
- 2008年10月1日 - シュナイダーエレクトリック日本法人を存続会社として、（旧）富士電機機器制御を統合し、（新）「富士電機機器制御株式会社」（代表取締役社長は旧 富士電機機器制御の代表取締役社長であった肥後直人が就任）を設立。
- 2009年3月17日 - 富士電機グループ側の株式保有会社であった富士電機アセッツマネジメント（旧 富士電機機器制御法人）が富士電機システムズに吸収合併される
- 2009年7月1日 - 器具を中心としたコンポーネントビジネスの販売子会社群を富士電機テクニカに統合
- 2009年8月1日 - シュナイダーブランドカスタマーサポートセンターを吹上事業所内に移転
- 2009年10月29日 - 富士電機システムズの常務取締役である伊藤文夫が代表取締役に就任
- 2010年4月 - 富士電機グループのセグメント再編により、再編後のプロダクト：器具部門の中核事業会社に指名される。
- 2021年8月1日 - 本社本店所在地を東京都中央区日本橋大伝馬町（三井住友銀行人形町ビル）から、埼玉県鴻巣市南（吹上工場所在地）に移転[6]。なお、東京営業部は富士電機本社内に移転、三井住友銀行人形町ビルには富士電機テクニカが残る。

## 主要関係会社

### 国内グループ企業
- 株式会社秩父富士（製造。埼玉県秩父郡小鹿野町）
- 富士電機テクニカ株式会社（販売、一部製造・保守。東京都中央区(機器制御本社と同所)） - 一時期システムズ社管轄にあった[7]
秩父富士社は機器制御社の製造工場の一つとして制御部品等の製品を製造（「富士電機機器制御 扱い」製品）、テクニカ社は販売等も含めて一部製品が移管されている（「富士電機テクニカ 扱い」製品）

### 国外グループ企業
富士電機有価証券報告書事業系統図による「器具」に分類されている企業と異なっている部分があるが、FCS公式サイトの海外関連会社の一覧に合わせる。
- 富士電機（上海）社
- 富士電機（亞洲）社
- 台湾国際富士電機社
- 富士電機機器制御コリア社
- 富士電機アメリカ社
- 富士電機ヨーロッパ社

### 過去のグループ企業
以下、2社は富士電機グループ全体の営業再編に伴い、機器制御直轄から離れたが、明言はされていなかった（北海道富士電機は沿革に記載はしていた）。2012年の企業パンフレット富士電機機器制御のご案内-Corporate Guideでは、記載が無くなっている。
- 宝永電機株式会社（総合特約店。大阪府大阪市淀川区） - 従業員持株会が存在するため、完全子会社ではない。
- 北海道富士電機株式会社（総合特約店。北海道札幌市中央区）

また、旧法人の子会社だったが、旧富士電機システムズを通じて、現在、富士電機本体の子会社となっている企業がある。
- 富士電機アセッツマネジメント#主要子会社を参照。